# Actitud Fest
L'Actitud Fest és un festival de música independent i do it yourself organitzat per l'Associació Soroll de Vidreres, a la Selva, sense caps de cartell i dedicat a la música hardcore punk i totes les seves variants: hardcore melòdic, post hardcore, screamo, grindcore i pop punk.
El festival se celebra anualment durant tres dies del mes de juliol. A l'Actitud Fest, d'ençà la seva primera edició l'any 2010, hi han actuat grups internacionals com Adolescents, Antillectual, Berri Txarrak, Estricalla, Looking For An Answer, Pears, Toundra, Starmarket i Viva Belgrado entre d'altres; així com grups nacionals tals com Col·lapse, Crim, Kitsch, No More Lies, Tano!, L'Hereu Escampa, Subterranean Kids, The Anti-Patiks, Xmilk i Zombi Pujol.